# 6531 Subashiri
A 6531 Subashiri (ideiglenes jelöléssel 1994 YY) egy kisbolygó a Naprendszerben. Kobajasi Takao fedezte fel 1994. december 28-án.